# Kamiennik (gromada)
Kamiennik – dawna gromada, czyli najmniejsza jednostka podziału terytorialnego Polskiej Rzeczypospolitej Ludowej w latach 1954–1972.
Gromady, z gromadzkimi radami narodowymi (GRN) jako organami władzy najniższego stopnia na wsi, funkcjonowały od reformy reorganizującej administrację wiejską przeprowadzonej jesienią 1954 do momentu ich zniesienia z dniem 1 stycznia 1973, tym samym wypierając organizację gminną w latach 1954–1972.
Gromadę Kamiennik z siedzibą GRN w Kamienniku utworzono – jako jedną z 8759 gromad na obszarze Polski – w powiecie grodkowskim w woj. opolskim, na mocy uchwały nr VII/20/54 WRN w Opolu z dnia 4 października 1954. W skład jednostki weszły obszary dotychczasowych gromad Kamiennik, Cieszanowice, Wilemowice, Zurzyce i Chociebórz ze zniesionej gminy Kamiennik w tymże powiecie. Dla gromady ustalono 11 członków gromadzkiej rady narodowej.
31 grudnia 1959 do gromady Kamiennik włączono obszar zniesionej gromady Szklary oraz wsie Goworowice i Lipniki ze zniesionej gromady Goworowice w tymże powiecie.
1 stycznia 1969 do gromady Kamiennik włączono wsie Karłowice Wielkie i Karłowice Małe ze zniesionej gromady Kłodobok w tymże powiecie.
Gromada przetrwała do końca 1972 roku, czyli do kolejnej reformy gminnej. 1 stycznia 1973 w powiecie grodkowskim reaktywowano gminę Kamiennik (od 1999 gmina należy do powiatu nyskiego).